# 2 Warszawska Dywizja Piechoty
2 Warszawska Dywizja Piechoty im. Henryka Dąbrowskiego (2 DP) – związek taktyczny piechoty ludowego Wojska Polskiego.
Sformowana w Sielcach w 1943 roku. Weszła w skład 1 Armii WP. W sierpniu 1944 walczyła na przyczółku warecko-magnuszewskim. W styczniu 1945 uczestniczyła w walkach o Warszawę, przełamywała Wał Pomorski i wyszła pod Kamień Pomorski. Szlak bojowy zakończyła nad Łabą.
Sztab dywizji stacjonował pierwotnie w Kielcach, a potem w Częstochowie przy ul. Śląskiej. W 1956 rozformowana. Jej tradycje przejęła 7 Dywizja Piechoty przeformowująca się na zmechanizowany związek taktyczny.

## Formowanie
Formowanie jednostki 2 Dywizji Piechoty im. Henryka Dąbrowskiego zostało rozpoczęte w pierwszej dekadzie sierpnia 1943, w obozie sieleckim, według etatu Nr 04/500. 30 sierpnia ukazał się pierwszy rozkaz dowódcy dywizji. 2 DP weszła w skład 1 Korpusu Polskiego w ZSRR.

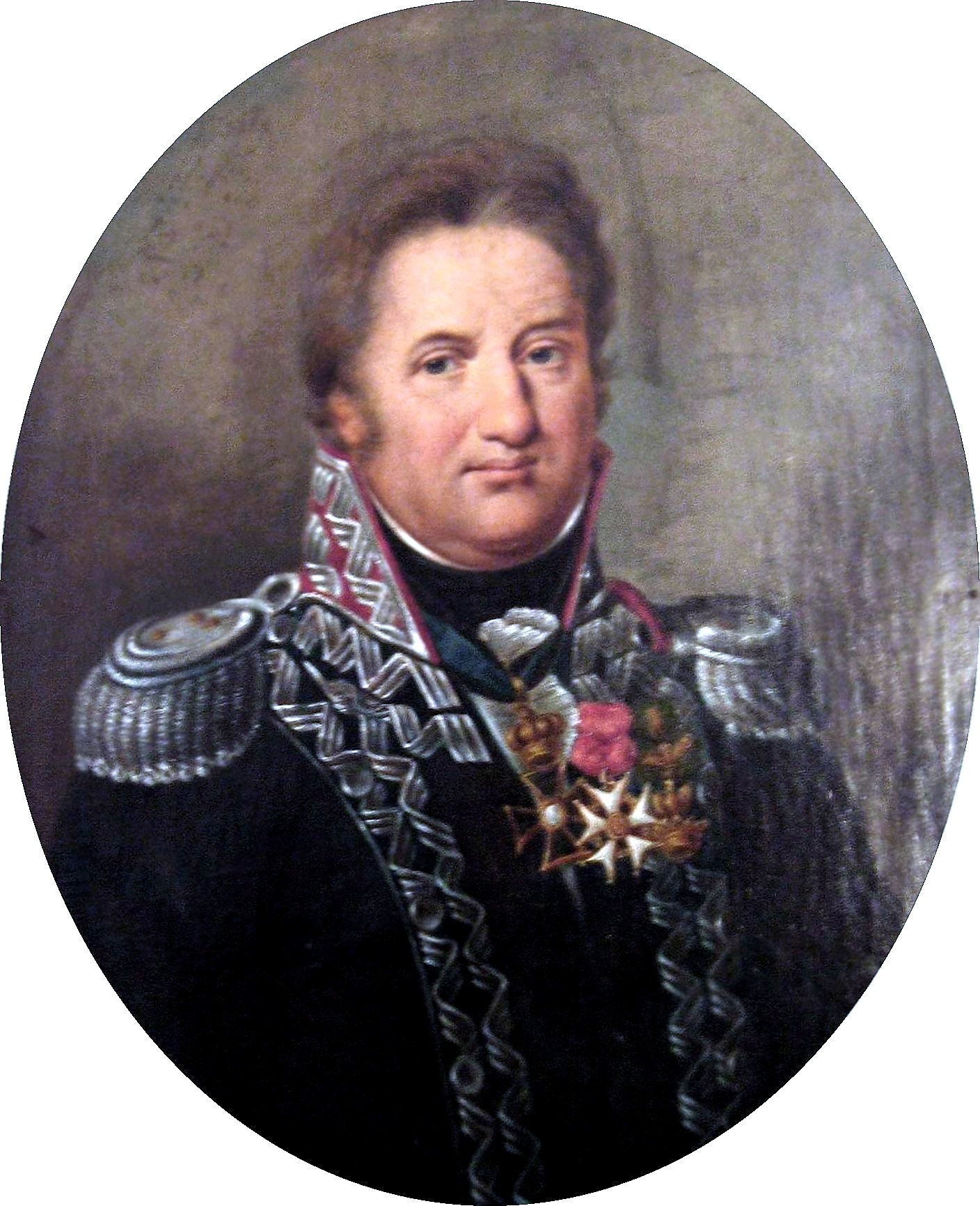
Henryk Dąbrowski, patron 2 WDP

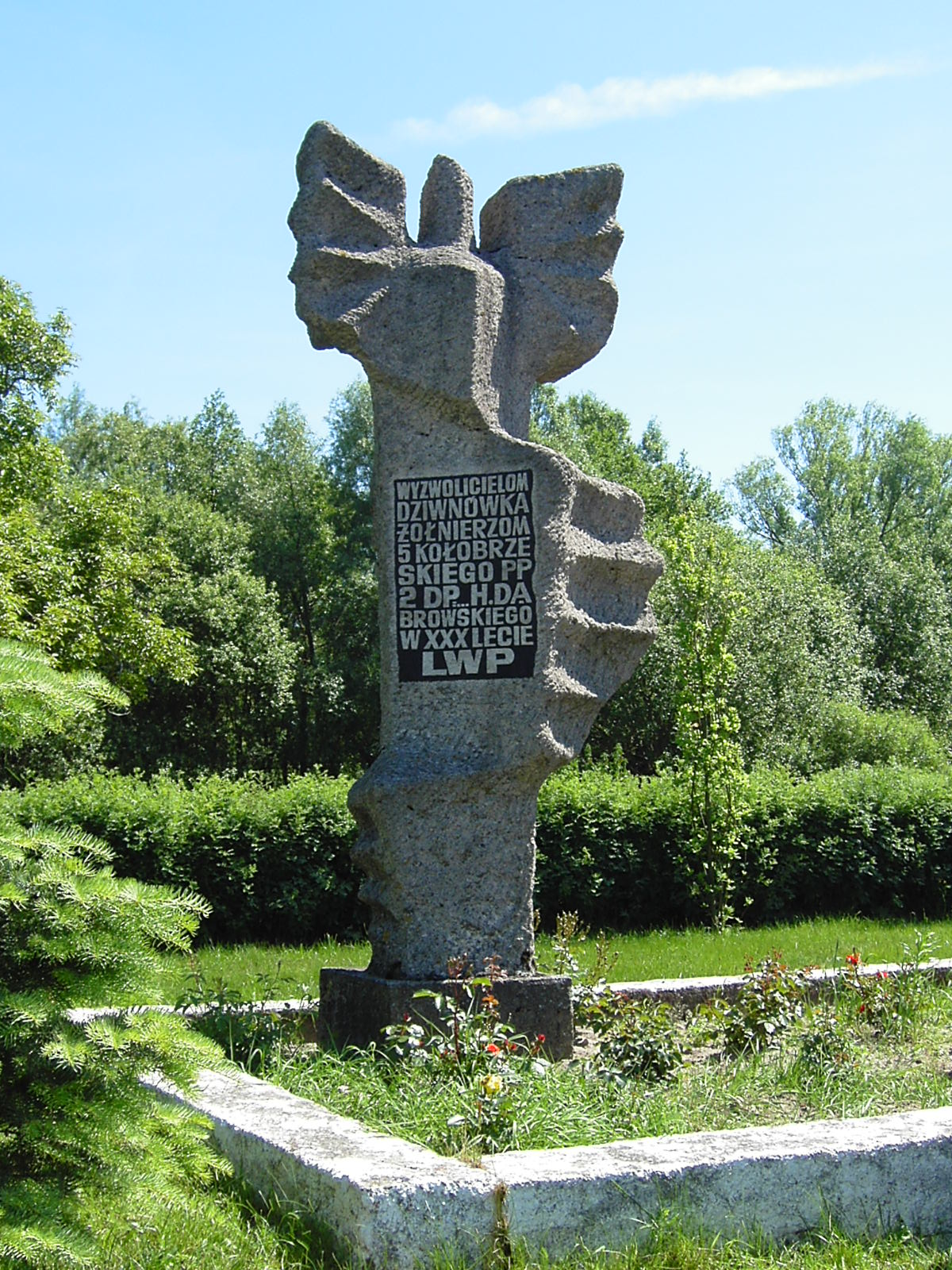
Dziwnówek – tu oddziały dywizji doszły do morza

Struktura organizacyjna dywizji w okresie formowania
- Dowództwo 2 Dywizji Piechoty im. Henryka Dąbrowskiego
- 4 pułk piechoty
- 5 pułk piechoty
- 6 pułk piechoty
- 2 pułk artylerii lekkiej
- 2 batalion saperów
- 2 samodzielny dywizjon przeciwpancerny
- pluton dowodzenia dowódcy artylerii
- 2 samodzielny szkolny batalion piechoty
- 2 samodzielna kompania zwiadowcza
- 2 samodzielna kompania łączności
- 2 samodzielny batalion sanitarny
- 2 samodzielna kompania chemiczna
- 2 samodzielna kompania (kolumna) samochodowo-transportowa
- 2 ruchomy warsztat taborowo-mundurowy
- 2 piekarnia polowa
- 2 Szpital (Samodzielny Ambulans) Weterynaryjny
- 1901 polowa kasa banku państwowego
- 2886 wojskowa stacja pocztowa
- oddział informacji 2 Dywizji Piechoty

11 listopada 1943, w Chutorze Białym, żołnierze złożyli przysięgę wojskową. 11 grudnia w skład dywizji włączono 2 kompanię fizylierek. 26 grudnia dywizja otrzymała sztandar ufundowany przez Związek Patriotów Polskich. Do 31 grudnia nie zakończono formowania i szkolenia dywizji. 1 stycznia 1944 stan ewidencyjny dywizji liczył 8.942 żołnierzy, czyli 80 procent stanu etatowego (11.164 żołnierzy). Stan liczebny koni wynosił 58,7 procent stanu etatowego.
10 stycznia 1944 dywizja ześrodkowała się w rejonie Smoleńska i rozpoczęła marsz przez Wołyń, by 24 lipca 1944 osiągnąć Chełm. W marcu tego roku 2 DP włączona została w skład 1 Armii Polskiej w ZSRR, w lipcu w skład l Armii WP.
7 maja 1944 nakazano rozformowanie 2 samodzielnego dywizjonu przeciwpancernego. 5 czerwca w skład 2 DP włączona została radziecka jednostka artylerii samobieżnej SU-76 i przemianowana na 2 dywizjon artylerii samochodowej.

## Marsze i działania bojowe
Brała udział w walkach o przyczółki nad Wisłą w rejonie Puław (lipiec-sierpień 1944), działała na przyczółku warecko-magnuszewskim (sierpień-wrzesień 1944).
Pułki dywizji próbowały też przyjść z pomocą walczącej Warszawie (przyczółek czerniakowski).
W czasie ofensywy styczniowej forsowała Wisłę i brała udział w zajęciu Warszawy (styczeń 1945), przełamała Wał Pomorski i w pościgu doszła do Kamienia Pomorskiego (luty-marzec 1945).
Na podstawie rozkazu ogólnego Nr 060 dowódcy 1 Armii WP z 24 lutego 1945, wydanego w wykonaniu rozkazu Nr 011 Naczelnego Dowództwa Armii Radzieckiej z 19 lutego 1945 dywizja otrzymała nazwę wyróżniającą "Warszawska".
W operacji berlińskiej, początkowo sforsowała Odrę, a później, prowadząc działania ofensywne, doszła do Łaby (kwiecień 1945).
Dywizja zakończyła szlak bojowy 4 maja 1945. W kolejnych miesiącach pełniła służbę okupacyjną na terenie Niemiec. Działając w składzie wojsk okupacyjnych, jej sztab stacjonował w Chociebużu.
4 maja 1945 Rada Najwyższa ZSRR odznaczyła Dywizję Orderem Czerwonej Gwiazdy za "wzorowe wypełnianie zadań dowództwa w walce z wrogiem przy zdobyciu miast Deutsch Krone, Märkisch Friedland i wykazane przy tym męstwo i odwagę".
|  |  |  |  |

|  |  |  |  |

## Okres powojenny
Na przełomie lipca i sierpnia 1945 dywizja wróciła do kraju i weszła w skład Okręgu Wojskowego Śląsk. Od 15 lipca 1945 pełniła służbę graniczną na granicy południowej między Paczkowem, a Cieszynem. Sztab dywizji stacjonował wtedy w Koźlu.
We wrześniu 1945 została przesunięta w obszar Okręgu Wojskowego – VI (Łódź), a jej jednostki zakwaterowano w Kielcach, Częstochowie, Radomiu i Piotrkowie Trybunalskim.
Tutaj też nastąpiło przejście 2 Warszawskiej Dywizji Piechoty na etat pokojowy. Dostosowano struktury organizacyjne do nowych zadań i warunków działania, przy możliwie największym obniżeniu liczebności wojska.

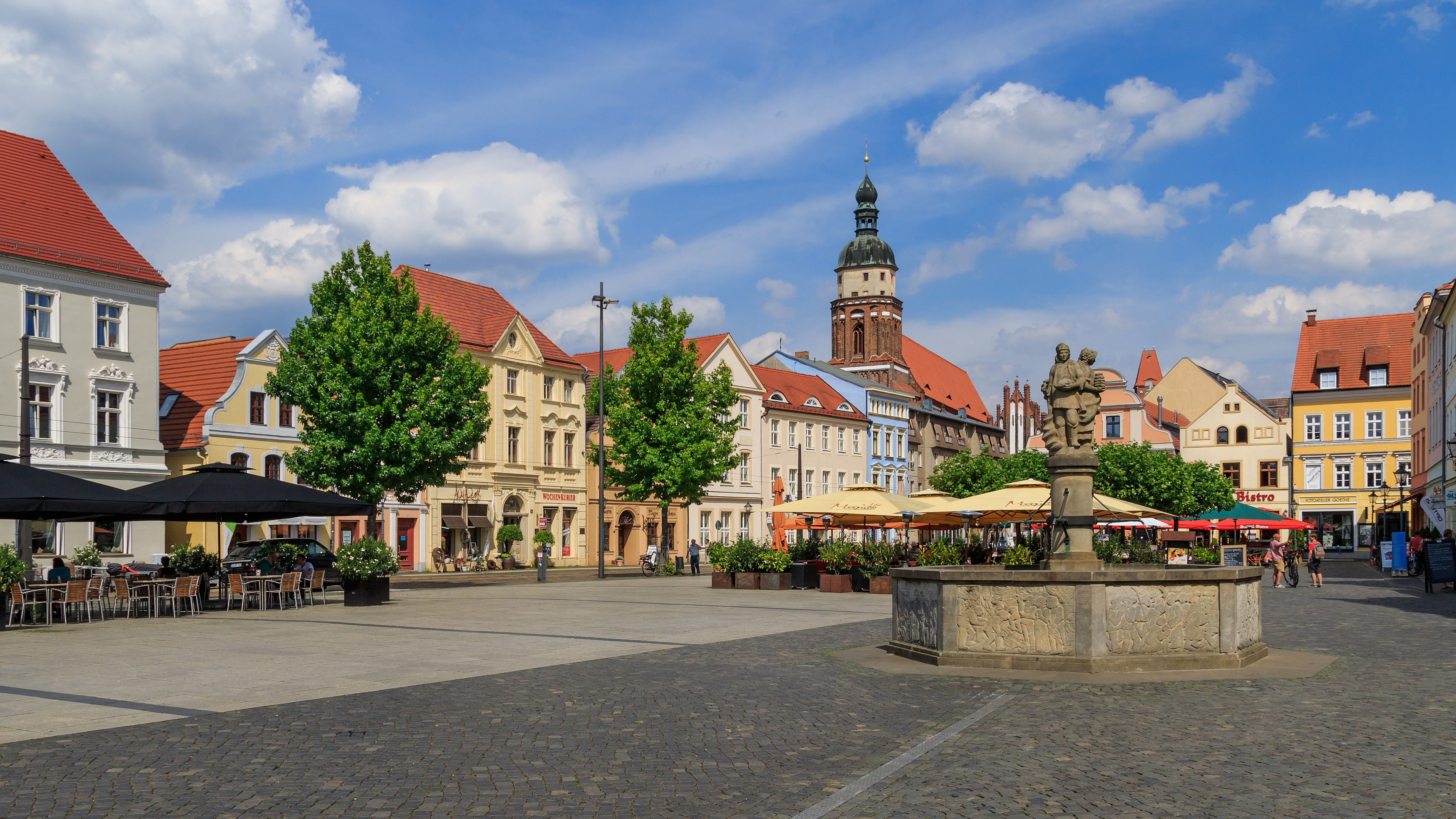
Chociebuż – w tym mieście pełniła dywizja służbę okupacyjną

W 1949 poszczególne oddziały i pododdziały dywizji rozmieszczone były w garnizonach:
- Dowództwo 2 Dywizji Piechoty w Kielcach przy ul. Kapitulnej 4
- 4 pułk piechoty w Kielcach przy ul. Wojska Polskiego 57
- 5 Kołobrzeski pułk piechoty w Piotrkowie
- 6 pułk piechoty w Częstochowie przy ul. Sabinowskiej 64
- 2 pułk artylerii lekkiej w Radomiu
- 2 dywizjon artylerii przeciwpancernej w Radomiu (JW 2431)
- 2 batalion saperów w Kielcach

Na podstawie rozkazu Nr 0099/Org. Ministra Obrony Narodowej z dnia 2 września 1950 r. 2 Dywizja Piechoty miała zostać przeformowana w 2 Terytorialną Dywizję Piechoty, a jej składzie miały być sformowane nowe pododdziały:
- 30 batalion sanitarny (JW 3904)
- 14 bateria artylerii przeciwlotniczej (bez numeru)
- 32 kompania obrony przeciwchemicznej (bn)
- 23 kompania zwiadu (bn)
- 56 kompania samochodowo-transportowa (bn)

Na podstawie rozkazu Nr 024/Org. Ministra Obrony Narodowej z dnia 3 marca 1951 anulowano rozkaz o przeformowaniu 2 DP według etatów terytorialnej dywizji piechoty i sformowaniu w jej składzie nowych pododdziałów oraz nakazano utrzymać oddziały na dotychczasowych etatach dywizji piechoty z 14 września 1949.
17 maja 1951 wydany został rozkaz w sprawie przeniesienia 2 DP na etaty dywizji piechoty typu B „konna mała” z jednoczesnym włączeniem w skład 11 Korpusu Piechoty.
W 1952 dywizja wchodziła w skład 11 Korpusu Armijnego z Gliwic.
- Dowództwo 2 Dywizji Piechoty w Częstochowie przy ul. Kościuszki 6, a później ul. Śląskiej (JW 1615)
- 4 pułk piechoty w Kielcach
- 6 pułk piechoty w Częstochowie
- 36 pułk piechoty w Lublińcu
- 37 pułk artylerii lekkiej w Tarnowskich Górach
- 11 dywizjon artylerii przeciwpancernej w Tarnowskich Górach (JW 2982)
- 24 dywizjon artylerii przeciwlotniczej w Lublińcu (JW 2133)
- 2 batalion saperów w Kielcach (JW 2732)
- 18 batalion łączności w Częstochowie

Rozkazem Nr 0026/0rg. Ministra ON z 2 września 1956 roku Dywizję rozformowano (bez 6 pp, 36 pp i 24 daplot).
Jednocześnie 7 Łużycka Dywizja Piechoty została przeformowana na zmechanizowany związek taktyczny oraz przejęła sztandar i tradycje 2 Warszawskiej Dywizji Piechoty z jednoczesną zmianą nazwy na 2 Warszawską Dywizję Zmechanizowaną im gen. Henryka Dąbrowskiego. Dywizja przejęła też nie rozformowane oddziały częstochowskiej 2 Dywizji Piechoty.

## Żołnierze dywizji
Dowódcy dywizji :
- płk Antoni Siwicki (od 15 sierpnia 1943 – 18 września 1944)
- płk Jan Rotkiewicz (od 18 września 1944 – 19 marca 1945)
- płk Dionizy Surżyc[12] (19 marca 1945 – styczeń 1946)
- płk Stanisław Kupsza styczeń 1946 – wrzesień 1948
- płk Józef Bielecki (1 października 1948 – 25 września 1949)
- płk Emil Cimura (25 września 1949 – 20 czerwca 1950)
- ppłk Arseniusz Wadejko (1953 – 1955)
- ppłk Artur Raginia (1955 – 1956)
- płk Zbigniew Ohanowicz (1956)